# Nick Woltemade
Nick Woltemade (Bremen, 14 februari 2002) is een Duits voetballer die doorgaans als aanvaller speelt. Hij maakte in 2020 zijn debuut in het betaald voetbal in de Bundesliga bij Werder Bremen. In 2024 stapte hij over naar VfB Stuttgart. In 2025 debuteerde hij in het nationale elftal van Duitsland. 

## Clubcarrière

### Jeugd
Woltemade begon met voetballen bij TS Woltmershausen en maakte in 2010 de overstap naar de jeugdopleiding van Werder Bremen. Hij doorliep alle teams in de onderbouw en debuteerde op 14 oktober 2017 als C-junior in de onder-17, tijdens de uitwedstrijd tegen Eintracht Braunschweig -17, waarin hij in de 72e minuut inviel. Op 25 februari 2018 maakte hij zijn eerste doelpunt in deze leeftijdscategorie tijdens de met 4-1 gewonnen thuiswedstrijd tegen 1. FC Union Berlin -17; hij scoorde in de 78e minuut het vierde doelpunt. In het seizoen 2018/19 werd hij aan de selectie van de onder-17 toegevoegd en benoemde trainer Christian Brand hem tot aanvoerder. Hij speelde 24 van de 26 wedstrijden als basisspeler en scoorde daarin 18 keer. In datzelfde seizoen maakte hij op 26 april zijn debuut voor de onder-19, in de thuiswedstrijd tegen de leeftijdsgenoten van RB Leipzig, waarin hij in de 67e minuut inviel. In het seizoen 2019/20 werd hij definitief overgeheveld naar de onder-19. Hij bleef productief en scoorde 16 doelpunten in 16 wedstrijden, totdat de competitie werd stilgelegd vanwege de coronapandemie. Dit seizoen betekende zijn afscheid van de jeugdopleiding; daarna maakte hij de overstap naar de eerste selectie.

### Werder Bremen
In april 2019 mocht Woltemade als speler van de onder-17 voor het eerst meetrainen met de eerste selectie van Werder Bremen. Later dat jaar, op 26 oktober, werd hij door hoofdtrainer Florian Kohfeldtvanwege een blessure van Claudio Pizarro voor het eerst opgenomen in de wedstrijdselectie voor de uitwedstrijd tegen Bayer Leverkusen. Hij bleef die wedstrijd op de bank. Op 1 februari 2020 maakte hij zijn debuut in de Bundesliga, in de uitwedstrijd tegen FC Augsburg. Hij begon in de basis en werd na 58 minuten vervangen door Fin Bartels. Met zijn debuut, op een leeftijd van 17 jaar, 11 maanden en 18 dagen, werd hij de jongste speler ooit die zijn eerste competitiewedstrijd voor Werder Bremen speelde. Hij kwam dat seizoen nog vier keer in actie. In het seizoen 2020/21 werd Woltemade definitief bij de eerste selectie gehaald, maar hij wist geen basisplaats te veroveren en moest het tot de winterstop doen met invalbeurten. Ondanks deze beperkte speeltijd werd zijn contract in januari verlengt. In de tweede seizoenshelft kwam hij door een virale infectie en een knieblessure niet meer in actie.  Ook het seizoen 2021/22 werd overschaduwd door blessureleed: een voetblessure noodzaakte een operatie, waardoor hij het grootste deel van de eerste seizoenshelft miste. Na de winterstop was hij weer fit, maar slaagde er niet in een basisplaats te veroveren onder trainer Ole Werner, die de voorkeur gaf aan Niclas Füllkrug en Marvin Ducksch.
Bij de start van het seizoen 2022/23 veranderde zijn perspectief bij Werder Bremen niet, waardoor Woltemade besloot om voor een jaar verhuurd te worden aan SV Elversberg uit de 3. Liga. Na zijn terugkeer sloot hij aan bij de selectie van Werder Bremen voor het seizoen 2023/24, waar inmiddels Niclas Füllkrug was vertrokken naar Borussia Dortmund. Ondanks diens vertrek wist Woltemade pas richting het einde van het seizoen een vaste basisplaats te veroveren. In de 32e speelronde maakte hij zijn eerste doelpunt voor Werder Bremen, tijdens de met 2-2 gelijkgespeelde thuiswedstrijd tegen Borussia Mönchengladbach. Na een 0-1 achterstand bracht hij zijn ploeg met twee doelpunten op een 2-1 voorsprong. Ondanks zijn beperkte speeltijd maakte hij voldoende indruk om aan het einde van het seizoen na 12 jaar transfervrij de overstap te maken naar VfB Stuttgart.

#### Verhuur aan SV Elversberg
Kort voor het sluiten van de transferperiode werd bekend dat Woltemade in het seizoen 2022/23 werd verhuurd aan SV Elversberg. Op 4 september 2022 maakte hij zijn debuut in de 3. Liga, tijdens de uitwedstrijd tegen SV Meppen, waarin hij in de rust inviel. Begin november veroverde hij een basisplaats en op 8 november maakte hij zijn eerste doelpunt voor Elversberg, in de met 0-1 gewonnen uitwedstrijd tegen SpVgg Bayreuth; hij scoorde in de 18e minuut zijn eerste doelpunt in het betaald voetbal en de enige goal van de wedstrijd. De rest van het seizoen behield hij zijn basisplaats en droeg met tien doelpunten bij aan het kampioenschap van Elversberg. De club promoveerde daarmee voor het eerst in haar geschiedenis naar de 2. Bundesliga. Daarnaast speelde Woltemade een belangrijke rol in het winnen van de Landespokal Saarland. Hij scoorde zes keer in eerdere rondes en was in de met 2-3 na verlenging gewonnen finale tegen 1. FC Saarbrücken goed voor een doelpunt en een assist in de 93e minuut, waaruit het winnende doelpunt viel. Na afloop van het seizoen keerde hij terug naar Werder Bremen.

### VfB Stuttgart
In de zomer van 2024 tekende Woltemade een contract tot 2028 bij VfB Stuttgart. Bij de start van het seizoen werd bekend dat hij niet speelgerechtigd was voor de UEFA Champions League.. Op 24 augustus maakte hij zijn debuut voor Stuttgart in de uitwedstrijd tegen SC Freiburg, waarin hij in de 81e minuut inviel voor Chris Führich. Enkele dagen later scoorde hij zijn eerste doelpunt voor de club, in de eerste ronde van de DFB-Pokal tijdens de met 0-5 gewonnen uitwedstrijd tegen Preußen Münster; hij maakte in de 72e minuut het vierde doelpunt. Door de grote concurrentie slaagde hij er in de eerste seizoenshelft niet in een vaste basisplaats te veroveren. Dat veranderde in december, toen hij als invaller bij rust in het veld kwam tijdens de met 3-2 gewonnen thuiswedstrijd tegen 1. FC Union Berlin en met twee doelpunten een 0-2 achterstand wist weg te werken. Vanaf dat moment werd hij de vaste spits in het elftal van Sebastian Hoeneß. Op 13 april 2025 kreeg hij in de thuiswedstrijd tegen zijn oude club Werder Bremen de eerste rode kaart uit zijn carrière, na twee gele kaarten van scheidsrechter Daniel Schlager. Stuttgart sloot het seizoen af op de negende plaats in de Bundesliga en won de DFB-Pokal door in de finale met 2-4 van Arminia Bielefeld te winnen, mede dankzij een doelpunt van Woltemade.

## Clubstatistieken
| Seizoen                     | Club             | Competitie        | Competitie | Competitie | Beker | Beker | Internationaal | Internationaal | Overig | Overig | Totaal | Totaal |
| Seizoen                     | Club             | Competitie        | Wed.       | Dlp.       | Wed.  | Dlp.  | Wed.           | Dlp.           | Wed.   | Dlp.   | Wed.   | Dlp.   |
| --------------------------- | ---------------- | ----------------- | ---------- | ---------- | ----- | ----- | -------------- | -------------- | ------ | ------ | ------ | ------ |
| 2019/20*                    | Werder Bremen    | Bundesliga        | 5          | 0          | 1     | 0     | –              | –              | –      | –      | 6      | 0      |
| 2020/21                     | Werder Bremen    | Bundesliga        | 6          | 0          | 2     | 0     | –              | –              | –      | –      | 8      | 0      |
| 2021/22                     | Werder Bremen    | 2.Bundesliga      | 7          | 0          | –     | –     | –              | –              | 1      | 0      | 8      | 0      |
| 2022/23                     | Werder Bremen II | Regionalliga Nord | 2          | 0          | –     | –     | –              | –              | –      | –      | 2      | 0      |
| 2022/23                     | → SV Elversberg  | 3. Liga           | 31         | 10         | 4     | 7     | –              | –              | –      | –      | 35     | 17     |
| 2023/24                     | Werder Bremen    | Bundesliga        | 30         | 2          | –     | –     | –              | –              | –      | –      | 30     | 2      |
| 2023/24                     | VfB Stuttgart    | Bundesliga        | 28         | 12         | 5     | 5     | –              | –              | –      | –      | 33     | 17     |
| Carrière totaal             | Carrière totaal  | Carrière totaal   | 109        | 24         | 12 ** | 12    | –              | –              | 1 ***  | 0      | 122    | 36     |
| Bijgewerkt tot 20 juni 2025 |                  |                   |            |            |       |       |                |                |        |        |        |        |

* In het seizoen 2019/20 speelde Woltemade als A-junior zes wedstrijden voor het eerste elftal van Werder Bremen.;
** In het seizoen 2022/23 speelde hij, naast een wedstrijd in de DFB-Pokal, drie wedstrijden voor SV Elversberg in de Saarlandpokal waarin hij zeven doelpunten maakte;
*** In het seizoen 2021/22 speelde Woltemade één wedstrijd met het tweede elftal van Werder Bremen, terwijl hij officieel deel uitmaakte van de eerste selectie;

## Interlandcarrière
Woltemade maakte deel uit van verschillende Duitse nationale jeugdselecties vanaf Duitsland –16. Hij nam met Duitsland –17 deel aan het EK –17 van 2019.
Op 22 mei 2025 kreeg Woltemade zijn eerste oproep voor het Duitse nationale team voor de Nations League-finaleronde.  Hij maakte zijn debuut een paar weken later, op 4 juni, in de halve finale tegen Portugal (2-1 verlies). Duitsland werd 4e na opnieuw een nederlaag tegen Frankrijk (2-0).
Woltemade maakte deel uit van de Duitse selectie voor het EK Onder-21 van 2025 , waar hij een hattrick scoorde in de 3-0 groepsoverwinning van Duitsland op Slovenië . Zijn vierde doelpunt van het toernooi scoorde hij in een 4-2 overwinning op Tsjechië , waarmee Duitsland zijn doorstroming naar de knock-outfase van het toernooi bevestigde. Duitsland haalde de finale waarin Engeland met 3-2 te sterk was. Woltemade scoorde de meeste doelpunten (6) en gaf de meeste assists (3).

## Persoonlijk
Woltemade beoefende in zijn jeugd zowel voetbal als handbal , maar koos op 14-jarige leeftijd definitief voor voetbal. Zijn vader en opa zijn fans van VfB Stuttgart , waardoor hij als kind tijdens de zomervakanties regelmatig de trainingen van die club bezocht.

## Erelijst
| Competitie                   |               |               |               |               |
| Competitie                   | Aantal        | Jaren         |               |               |
| SV Elversberg                | SV Elversberg | SV Elversberg | SV Elversberg | SV Elversberg |
| ---------------------------- | ------------- | ------------- | ------------- | ------------- |
| Kampioen 3. Liga             | 1x            | 2022/23       |               |               |
| Winnaar Landespokal Saarland | 1x            | 2022/23       |               |               |
| VfB Stuttgart                |               |               |               |               |
| Winnaar DFB-Pokal            | 1x            | 2024/25       |               |               |